# ماركوس كورهونين
ماركوس كورهونين (بالفنلندية: Markus Korhonen)‏ هو لاعب هوكي الجليد فنلندي، ولد في 29 أبريل 1975 في تامبيري في فنلندا.

## وصلات خارجية
- ماركوس كورهونين على موقع EliteProspects.com (الإنجليزية)
- ماركوس كورهونين على موقع Eurohockey.com (الإنجليزية)
- ماركوس كورهونين على موقع HockeyDB.com (الإنجليزية)